# ديريك جيرفين
ديريك جيرفين (بالإنجليزية: Derrick Gervin)‏ مواليد 28 مارس 1963 في ديترويت، هو لاعب كرة سلة أمريكي سابق. بدأ مسيرته الاحترافية في سنة 1985. تم اختياره من قبل فريق فيلادلفيا سفنتي سيكسرز خلال الدرافت. يبلغ طوله 6 قدم 8 بوصة (2.0 م). اعتزل اللعب في 2001. لعب مع بروكلين نتس وغلطة سراي لكرة السلة.

## روابط خارجية
- ديريك جيرفين على موقع إن بي أي (الإنجليزية)
- ديريك جيرفين على موقع سبورتس رفرنس (الإنجليزية)
- ديريك جيرفين على موقع كرة السلة الأوروبية.كوم (الإنجليزية)
- ديريك جيرفين على موقع كلية كرة السلة في سبورتس رفرنس.كوم (الإنجليزية)
- ديريك جيرفين على موقع ريلجم (الإنجليزية)
- ديريك جيرفين على موقع بروبوليرز (الإنجليزية)